# Erigonoplus
Genre
Synonymes
- Trachelocamptus Simon, 1884
- Cotyora Simon, 1926
- Erigonopterna Miller, 1943

Erigonoplus est un genre d'araignées aranéomorphes de la famille des Linyphiidae.

## Distribution
Les espèces de ce genre se rencontrent en écozone paléarctique.

## Liste des espèces
Selon World Spider Catalog (version 24.5, 19/01/2024) :
- Erigonoplus castellanus (O. Pickard-Cambridge, 1875)
- Erigonoplus depressifrons (Simon, 1884)
- Erigonoplus dilatus (Denis, 1950)
- Erigonoplus foveatus (Dahl, 1912)
- Erigonoplus globipes (L. Koch, 1872)
- Erigonoplus ibericus Bosmans & Déjean, 2022
- Erigonoplus inclarus (Simon, 1882)
- Erigonoplus inspinosus Wunderlich, 1995
- Erigonoplus jarmilae (Miller, 1943)
- Erigonoplus justus (O. Pickard-Cambridge, 1875)
- Erigonoplus kirghizicus Tanasevitch, 1989
- Erigonoplus latefissus (Denis, 1968)
- Erigonoplus minaretifer Eskov, 1986
- Erigonoplus nasutus (O. Pickard-Cambridge, 1879)
- Erigonoplus nigrocaeruleus (Simon, 1882)
- Erigonoplus ninae Tanasevitch & Fet, 1986
- Erigonoplus nobilis Thaler, 1991
- Erigonoplus sengleti Tanasevitch, 2008
- Erigonoplus setosus Wunderlich, 1995
- Erigonoplus sibiricus Eskov & Marusik, 1997
- Erigonoplus simplex Millidge, 1979
- Erigonoplus spinifemuralis Dimitrov, 2003
- Erigonoplus turriger (Simon, 1882)
- Erigonoplus zagros Tanasevitch, 2009

## Systématique et taxinomie
Ce genre a été décrit par Simon en 1884 dans les Theridiidae. Il est placé dans les Linyphiinae dans les Argiopidae par Simon en 1926.
Erigonopterna a été placé en synonymie par Millidge en 1975.
Cotyora a été placé en synonymie par Millidge en 1977.
Trachelocamptus a été placé en synonymie par Bosmans, Cardoso et Crespo en 2010.

## Publication originale
- Simon, 1884 : Les arachnides de France. Paris, vol. 5, p. 180-885 (texte intégral).